# Francis Chansa
Francis Chansa (ur. 10 września 1974 w Lubumbashi) – piłkarz z Demokratycznej Republiki Konga grający na pozycji bramkarza. Posiada także obywatelstwo Republiki Południowej Afryki.

## Kariera klubowa
Od początku kariery piłkarskiej Chansa występuje w Republiki Południowej Afryki. Karierę piłkarską rozpoczął w Durbanie, w klubie Durban Bush Bucks. W jego barwach zadebiutował w drugiej lidze RPA. Następnie w latach 1998–1999 grał w Durban United, a w latach 1999–2000 w Royal Tigers.
Latem 2000 roku Chansa zadebiutował w Premier Soccer League w zespole Golden Arrows, także pochodzącego z Durbanu. W połowie 2004 roku odszedł do Orlando Pirates z Johannesburga, gdzie był podstawowym bramkarzem do 2007 roku i wtedy też stracił miejsce w składzie na rzecz Senzo Meyiwy. W 2005 i 2006 roku wywalczył wicemistrzostwo RPA, a w 2008 roku zdobył Charity Cup. Od 2008 roku do 2009 Kongijczyk grał w Santosie Kapsztad, a następnie przeszedł do Bidvestu Wits. W 2010 roku został zawodnikiem zespołu Mpumalanga Black Aces. W 2011 roku odszedł do Maritzburga United, gdzie w 2013 roku zakończył karierę.

## Kariera reprezentacyjna
Swoje jedyne spotkanie w reprezentacji Demokratycznej Republiki Konga Chansa rozegrał w 2006 roku. W tym samym roku podczas Pucharu Narodów Afryki 2006 był rezerwowym dla Pascala Kalemby i nie rozegrał żadnego spotkania.